# سوي
سوي (بالإنجليزية: Soi)‏ (بالتايلندية: ซอย) هو مصطلح يستخدم في تايلاند لوصف شارع جانبي متفرع من شارع رئيسي.

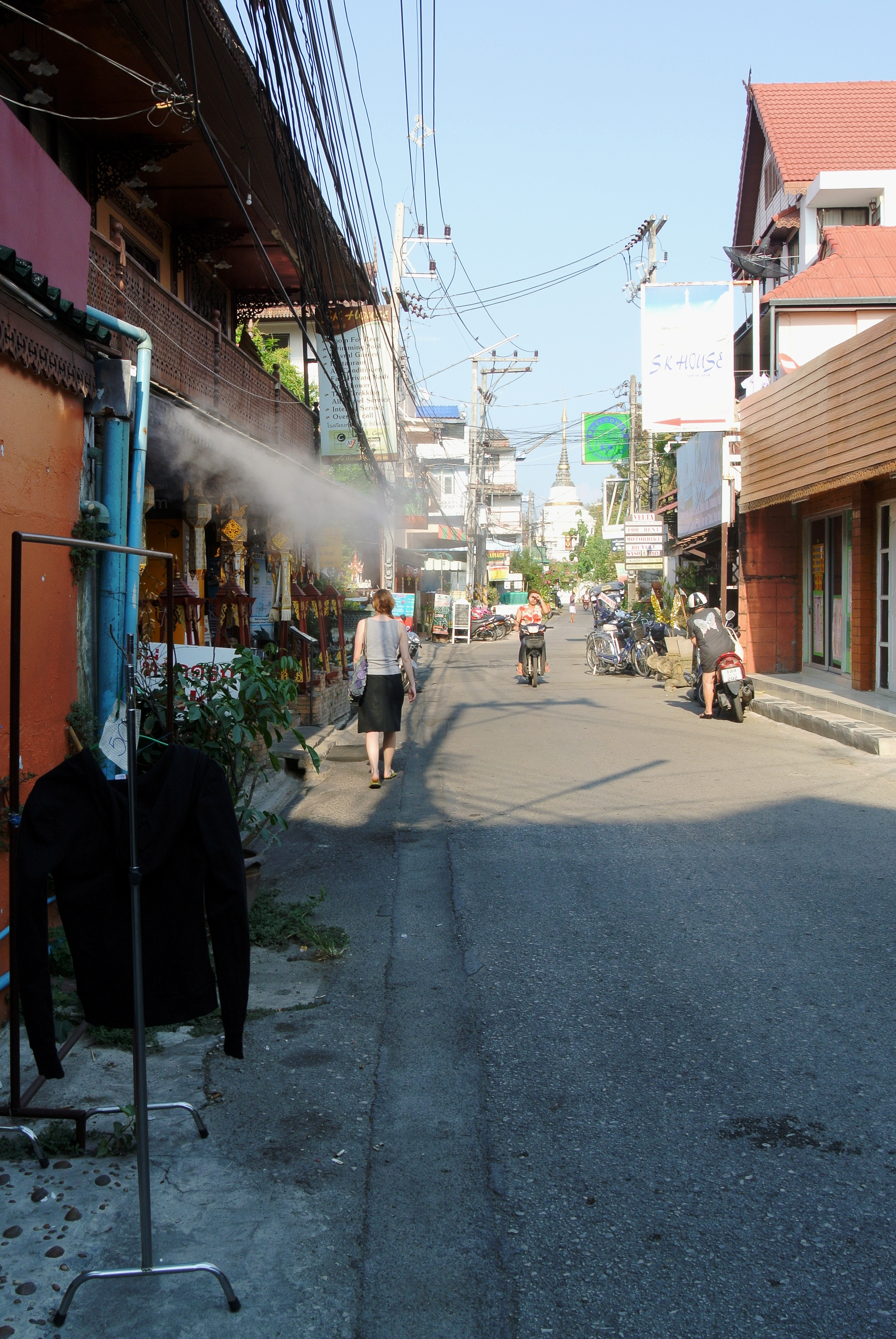
سوي في مدينة تشيانغ مي